# Gustav Neidlinger
Gustav Neidlinger(21 de marzo de 1910, Maguncia - 26 de diciembre de 1991, Bad Ems, Alemania) fue un bajo-barítono alemán de destacada trayectoria en el repertorio wagneriano.
Estudió en Fráncfort del Meno y debutó en 1929 en Maguncia entre 1930-34. Cantó en la Ópera de Plauen entre 1934-35 y en la Opera Estatal de Hamburgo entre 1936 y 1950. En 1950 trabajó en la Opera Stuttgart y debutó Festival de Bayreuth donde su encarnación de Alberico en El anillo del nibelungo, Hans Sachs, Klingsor de Parsifal, Kurwenal de Tristan und Isolde y Telramund en Lohengrin lo hicieron figura imprescindible del festival. 
En 1953 cantó en La Scala y diez años más tarde en Covent Garden y en el Metropolitan Opera en 1972 con su incomparable Alberico que grabó con Georg Solti y Karl Böhm.
En 1952 fue nombrado cantante de la corte de la Wiener Staatsoper.